# Raphael Warnock

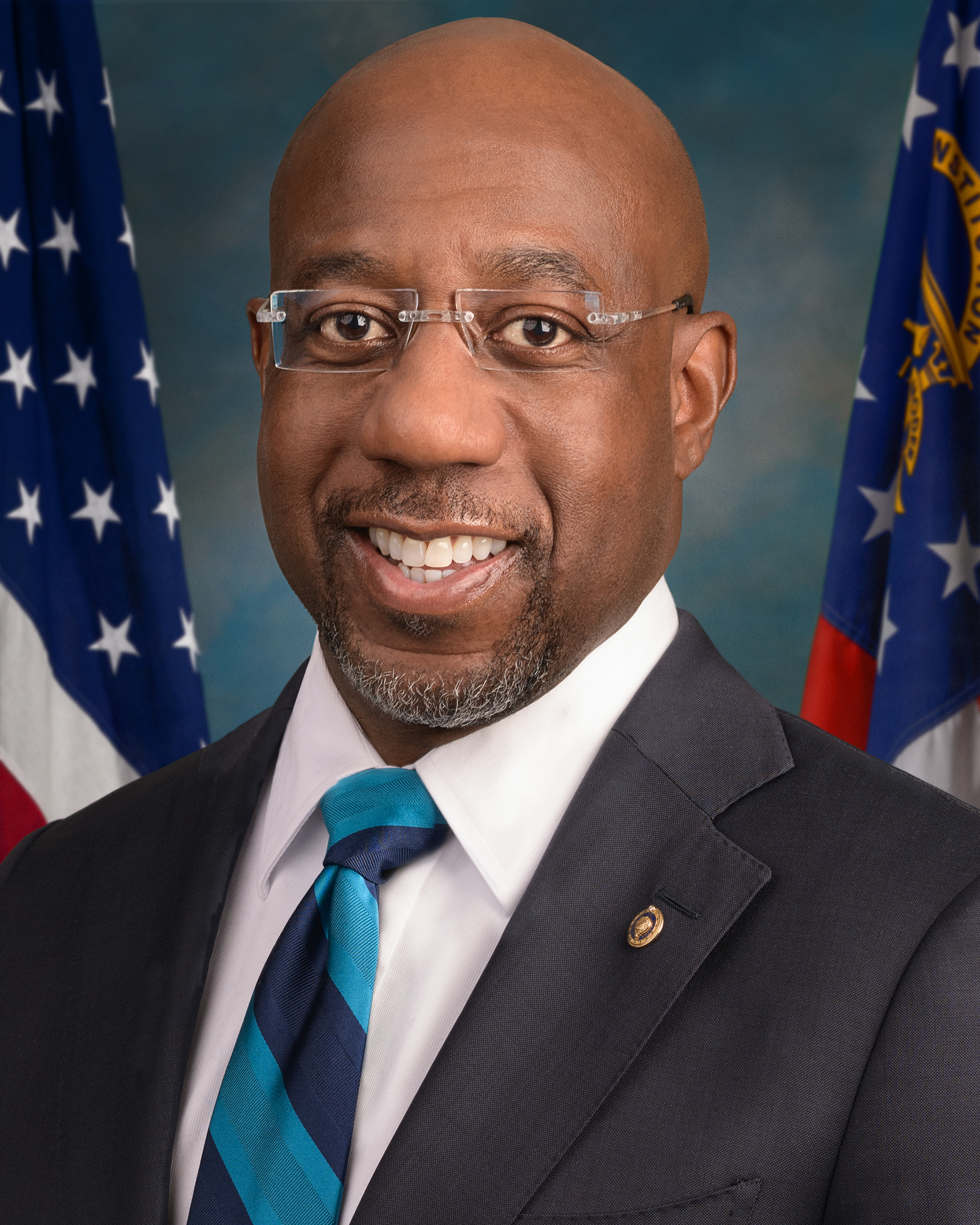
Raphael Warnock (2021)

Raphael Gamaliel Warnock (* 23. Juli 1969 in Savannah, Georgia) ist ein US-amerikanischer Baptistenpastor und Politiker der Demokratischen Partei. Am 5. Januar 2021 wurde er für den Bundesstaat Georgia in den Senat der Vereinigten Staaten gewählt. Am 6. Dezember 2022 wurde er wiedergewählt.

## Biografie
Warnock wurde in Savannah in Georgia als elftes von zwölf Kindern von Verlene und Jonathan Warnock geboren, die beide Pastoren in der Pfingstbewegung waren. Nach der High School in Savannah besuchte er das Morehouse College in Atlanta, wo er 1991 mit einem Bachelor in Psychologie abschloss. Anschließend studierte er am Union Theological Seminary in New York, wo er einen Master of Divinity, einen Master und einen Doktor der Philosophie in Systematischer Theologie erwarb. Anschließend arbeitete er als Pastor an der Abyssinian Baptist Church im New Yorker Stadtteil Harlem und der Douglas Memorial Community Church in Baltimore, Maryland. Seit 2005 ist er Pastor an der Ebenezer Baptist Church in Atlanta, an der Martin Luther King ab 1960 Co-Pastor war.
Warnock hielt 2013 auf Einladung von Präsident Barack Obama eine Predigt während der Amtseinführung zu seiner zweiten Amtszeit und 2016 zum jährlichen Gebet im Weißen Haus. Ende 2013 erschien Warnocks Buch „The Divided Mind of the Black Church; Theology, Piety, and Public Witness“.
Warnock ist geschieden und hat eine Tochter und einen Sohn. Er ist Mitglied der Alpha Phi Alpha Fraternity, der 100 Black Men of America in Atlanta und der NAACP.

## Politische Tätigkeit
2014 leitete Warnock eine Protestversammlung, um das Staatsparlament dazu zu bewegen, seinen Widerstand gegen den Patient Protection and Affordable Care Act („Obamacare“) aufzugeben, und wurde kurzzeitig verhaftet. Eine weitere Verhaftung erfolgte 2017, als er an einer friedlichen Protestveranstaltung gegen Kürzungen von Sozialprogrammen durch die Regierung von Präsident Donald Trump teilnahm.
Warnock arbeitete mehrere Jahre im Vorstand des New Georgia Project, einer überparteilichen Organisation, die junge Wahlberechtigte unterstützt, sich im Wählerverzeichnis registrieren zu lassen.
Im Januar 2020 kündigte Warnock an, bei der Senatswahl gegen die republikanische Amtsinhaberin Kelly Loeffler in der Nachwahl für den Klasse-III-Sitz Georgias im US-Senat zu kandidieren. Johnny Isakson, der seit 2005 Senator gewesen war, war im Dezember 2019 zurückgetreten. Gouverneur Brian Kemp ernannte Loeffler daraufhin im Januar 2020 zu Isaksons Nachfolgerin. Die Nachwahl fand gleichzeitig mit der Wahl um den Klasse-II-Sitz von Georgia statt, der zu diesem Zeitpunkt von David Perdue gehalten wurde.
Im Gegensatz zu der regulären Wahl, in denen Perdue und sein demokratischer Gegner Jon Ossoff in den Primaries von den Anhängern ihrer Parteien vorausgewählt wurden, fand die Nachwahl als sogenannte „jungle primary“ statt. Es gibt keine Vorwahl, die Wähler hatten die Wahl zwischen 21 Kandidaten, von denen jeweils mehrere den Republikanern bzw. den Demokraten angehörten. Neben Loeffler galt der Republikaner Doug Collins als aussichtsreich. Der Demokrat Matt Lieberman, Sohn des ehemaligen Senators Joe Lieberman, war unter den sonstigen Kandidaten der bekannteste.
Warnocks Kandidatur wurde von den ehemaligen US-Präsidenten Jimmy Carter und Obama unterstützt, außerdem von den meisten demokratischen Senatoren, der Demokratischen Partei und zahlreichen weiteren Organisationen. Die Wahl ergab etwa 33 % für Warnock, 26 % für Loeffler und 20 % für Collins (Stand 7. November 2020 nach Auszählung von 97 % der Stimmen). Anders als in anderen Bundesstaaten reicht in Georgia eine relative Mehrheit nicht, um gewählt zu werden. Da niemand mehr als 50 % der Stimmen auf sich hatte vereinigen können, gab es am 5. Januar 2021 eine Stichwahl, in der Warnock gegen Loeffler antrat (siehe Außerordentliche Wahl zum Senat der Vereinigten Staaten in Georgia 2020/2021). Die verschiedenen Kandidaten der Republikaner und der Demokraten hatten zusammen jeweils ähnlich viele Stimmen erhalten. Warnock besiegte in dieser Stichwahl die amtierende Senatorin Loeffler.
Am 20. Januar 2021 wurde Warnock im Senat vereidigt.
2022 trat Warnock für eine reguläre sechsjährige Amtszeit an. Der republikanische Gegenkandidat war der ehemalige American-Football-Spieler Herschel Walker. Politische Kommentatoren sahen die Wahl als entscheidend für die Kontrolle des Senats an. Umfragen sagten ein knappes Ergebnis voraus. Im ersten Wahlgang lag Warnock vor seinem republikanischen Mitbewerber zwar etwas in Führung, verfehlte aber die notwendige absolute Mehrheit. Die Stichwahl am 6. Dezember 2022 konnte er mit knapp drei Prozent Vorsprung für sich entscheiden.

## Werke
- The Divided Mind of the Black Church; Theology, Piety, and Public Witness,  New York University Press 2013, ISBN 978-0814794463